# Glyptoscelis diabola
Glyptoscelis diabola är en skalbaggsart som beskrevs av Krauss 1937. Glyptoscelis diabola ingår i släktet Glyptoscelis och familjen bladbaggar. Inga underarter finns listade i Catalogue of Life.